# Бад-Айльзен
Бад-Айльзен (нем. Bad Eilsen) — община в Германии, в земле Нижняя Саксония.
Входит в состав района Шаумбург. Подчиняется управлению Айльзен.  Население составляет 2196 человек (на 31 декабря 2010 года). Занимает площадь 2,46 км².
| Год  | Население |
| ---- | --------- |
| 1990 | 2168      |
| 1995 | 2257      |
| 2000 | 2340      |
| 2005 | 2291      |
| 2010 | 2252      |